# تل آتشی
تل آتشی مربوط به دوره نوسنگی است و در شهرستان بم، روستای دارستان واقع شده و این اثر در تاریخ ۲۵ اسفند ۱۳۷۹ با شمارهٔ ثبت ۳۳۴۳ به‌عنوان یکی از آثار ملی ایران به ثبت رسیده است.
تل آتشی در ۳۵ کیلومتری شرق شهر بم (که پس از زمین‌لرزه بم کشف شد) سکونت‌گاهی مربوط به دوران نوسنگی پیش‌ازسفال است. خانه‌های تل آتشی چهارگوشی و اِل (L) شکل بوده‌اند و ممکن است دوطبقه بوده باشند، که طبقه بالا برای سکونت و طبقهٔ پایین برای انبار به کار می‌رفته‌است. جهت‌گیری فضاها از شمال شرقی به جنوب غربی بوده‌است که به‌نظر می‌رسد با جهت وزش باد غالب در منطقه منطبق باشد. اجاقی کوچک در دیوار اتاق ساخته می‌شده‌است. ورودی به خانه‌ها احتمالاً از طریق بام صورت می‌گرفته و بین فضاها مشترک بوده‌است. جایی کنار این فضاها و نزدیک بخش مسکونی، زباله‌دانی قرار داشته‌است. مصالح سازه‌ها از گِل، سنگ، و نِی برای پوشش سقف بوده‌اند.